# День Колумба
День Колу́мба (англ. Columbus Day) — свято на честь річниці відкриття Христофором Колумбом Америки, яке сталось 12 жовтня 1492 року за юліанським календарем (21 жовтня 1492 року — за григоріанським). Цього дня експедиція Колумба досягла острова Сан-Сальвадор у Багамському архіпелазі, що прийнято вважати за офіційну дату відкриття Америки.

## Святкування у США

Зображення до Дня Колумба 2000 року

1792 року Нью-Йорк та інші міста Америки святкували трьохсотріччя прибуття Христофора Колумба до Америки. Президент Бенджамін Гаррісон закликав громадян США відзначати День Колумба на чотирьохсотліття події. Учителі, проповідники, поети та політики використали свято, щоб повчити патріотизму. Ці патріотичні ритуали базувалися на таких темах як громадянство, важливість лояльності до нації, святкування соціального прогресу.
Багато італоамериканців вважають цей день святом своєї культури, вперше його було відзначено у Нью-Йорку 12 жовтня 1866 року. День Колумба вперше юридично набув статусу свята у Денвері, це вдалося через лобіювання Анджело Ноче (італ. Angelo Noce), італійця за походженням. 1905 року його оголосив святом губернатор штату Колорадо Джессі Ф. Макдональд (англ. Jesse F. McDonald). 1907 року воно стало державним. У квітні 1934 року, внаслідок лобіювання Лицарів Колумба та Джеренозо Поуп (італ. Generoso Pope), нью-йоркського лідера італійців, Конгрес та Президента Франкліна Рузвельта оголосили 12 жовтня федеральним святом США.
З 1970 року свято відзначається другого понеділка жовтня; цього ж дня відзначається День подяки у Канаді з 1959 року. День Колумба є вихідним днем у більшості штатів США, окрім штатів Гаваї, Аляска, Орегон та Південна Дакота, де це свято не відзначається. Державні заклади та школи, як правило, зачинені, проте приватним компаніям дозволяють працювати. Над всіма державними будівлями піднімають національний прапор США. Частина фірм та бірж залишаються відкритими цього дня.
У деяких містах проходять спеціальні служби, святкові паради та масштабні урочисті заходи. Більшість святкувань зосереджено навколо американо-італійської спільноти. За традицією найяскравіше дійство на честь мореплавця Христофора Колумба відбувається у Нью-Йорку та Сан-Франциско. У Сан-Франциско відбувається щорічний парад до Дня Колумба, який було започатковано ще Нікола Ларко (італ. Nicola Larco) в 1868 році, парад у Нью-Йорку вважається найбільшим.

## В інших країнах

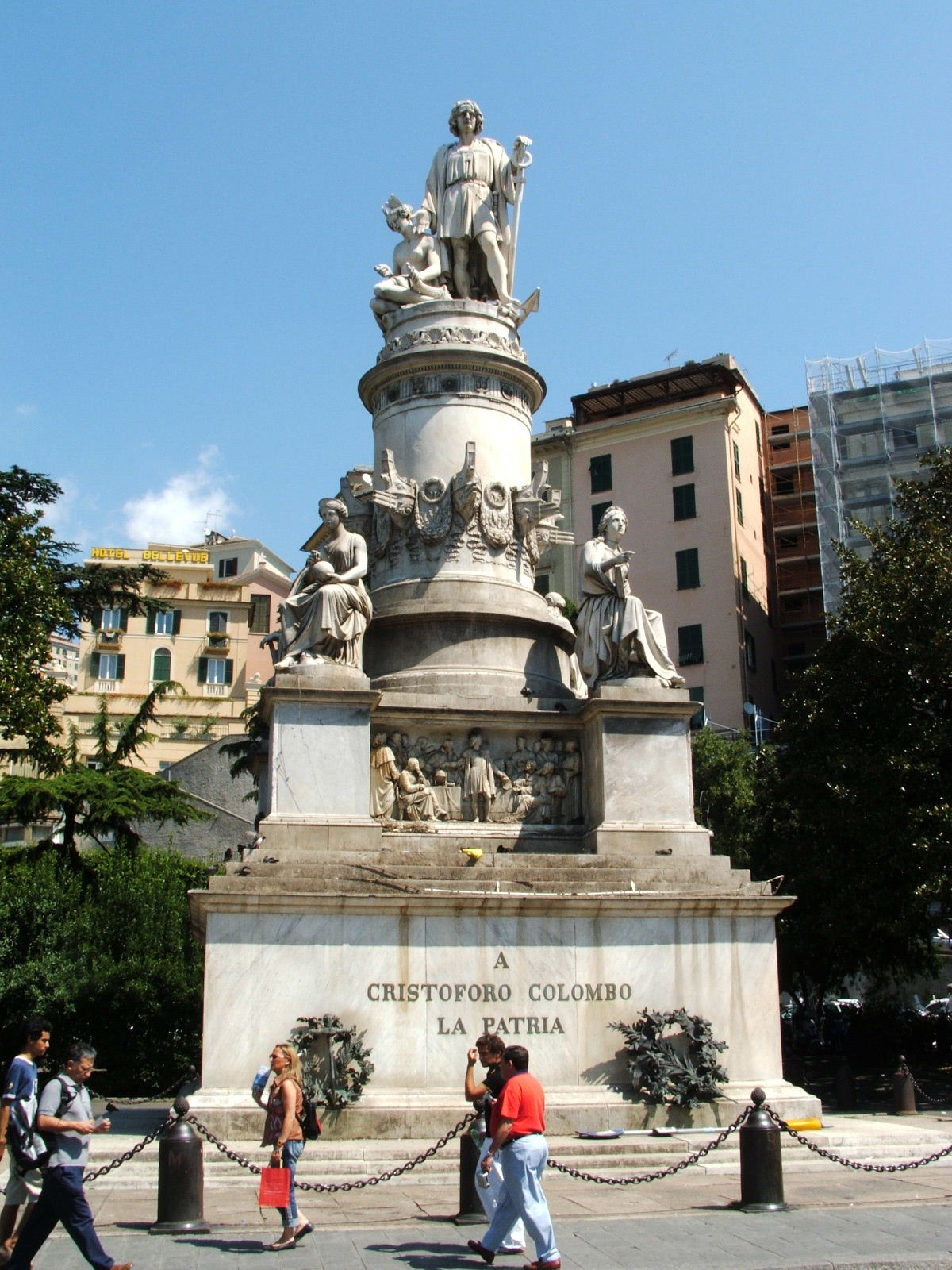
Памятник Христофору Колумбу (Генуя, Італія)

### Венесуела
У Венесуелі свято Día de la Raza почало відзначатися 1921 року, за президента Хуана Вісенте Гомеса. 2002 року назву змінили на «День опору корінних народів» (ісп. Día de la Resistencia Indígena), щоб відзначити опір корінних народів колонізації європейців.

### Іспанія
В Іспанії цю подію відзначали як «День Іспанідаду» (ісп. Día de la Hispanidad), що стало державним святом 1981 року. З 1987 року Іспанія відзначає 12 жовтня, річницю прибуття до Америки, як «День нації» (ісп. Fiesta Nacional).

### Італія
В Італії цей день (італ. Giornata nazionale di Cristoforo Colombo) офіційно відзначається із 2004 року.

### Карибські країни
Частина карибських країн також дотримується традиції відзначати це свято. У Белізі святкують 12 жовтня як День Американців чи Всеамериканський день. На Багамах це свято було відоме як День відкриття, поки у 2001 році його не замінили Днем національних героїв.

### Колумбія
Колумбія святкує цей день (ісп. El dia de la Raza) як «зустріч двох світів» і збагачення культур через метисацію.

### Коста-Рика
З 1994 року Коста-Рика змінила офіційну назву свята із Día de la Raza на Día de las Culturas (День культур), щоб відзначити суміш європейської, американської, африканської та азійської культур, які створили культуру Коста-Рика та Латинської Америки.

## Критика свята

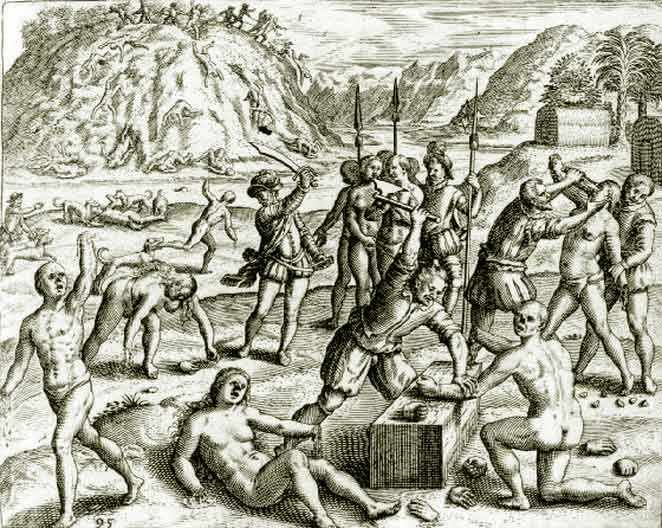
Гравюра Теодора де Брі, яка зображує розповідь Бартоломе де Лас Касаса з його «Короткої історії знищення Індій» (1552). Тут показано солдатів Христофора Колумба, які відрубують руки індіанцям аравакських племен, які не змогли виконати квоту з видобування корисних копалин

Протести проти святкування Дня Колумба простежуються принаймні з XIX століття, коли активісти хотіли скасувати святкування дня, який асоціюється з іммігрантами та Лицарями Колумба. Вони побоювалися, що це свято використовуватиметься для посилення впливу Римо-католицької церкви. Критика святкувань через ставлення самого Колумба та європейців до корінних народів Америки стала привертати до себе увагу тільки у другій половині XX століття. Спершу це питання піднімали представники корінних народів, але це набуло підтримки інших груп населення.
У критиці святкування Дня Колумба виділяються дві основні причини. Перша стосується демографічної катастрофи корінних народів та жорстокого ставлення до них протягом європейської колонізації, яка була наслідком відкриття Америки Колумбом. Правозахисна організація «Рух американських індіанців» вважає, що позитивні міфи про Колумба та святкування прикривають сучасні прояви геноциду проти корінних народів. Фізик-холіст Френсіс Девід Піт (англ. Francis David Peat) стверджує, що багато культурних міфів Північної Америки виключають чи применшують культуру та міфи корінних американців, повторюючи ідеї Майкла Берлінера (англ. Michael Berliner) з Інституту Айн Ренд, що західна цивілізація принесла «розум, науку, самодостатність, індивідуалізм, амбіцію та досягнення» людям, які жили у «примітивізмі, містицизмі та колективізмі», і землям, які були «негустонаселені, не використовувалися і були недорозвинені». Американський антрополог Джек Везерфорд (англ. Jack Weatherford) каже, що Днем Колумба американці відзначають найбільші хвилі геноциду індіанців в історії. Ворд Черчилль (англ. Ward Churchill), лідер «Руху американських індіанців Колорадо» та активіст, вважає, що людям простіше уникати відповідальності за власні дії чи дії їхніх урядів щодо корінних народів Америки, через міфіологізацію та святкування європейської колонізації Америки Днем Колумба. Він закликав припинити відзначати це свято.
Друга причина фокусується на критиці святкування, що пов'язано із самим Христофором Колумбом. 2004 року Каліфорнійський університет у Лос-Анджелесі опублікував збірку документів часів Колумба. Джеффрі Сімкокс (англ. Geoffrey Symcox),  редактор проекту, зауважив:
|  | Віддаючи належне блискучому морякові, збірка показує Колумба безжалісним кар'єристом і самолюбом, якого нічого не спиняло, — ні експлуатація, ні рабство, ні перекручування Біблійних канонів — щоб просувати свої амбіції… Багато з цих невтішних документів були відомі протягом останнього сторіччя або й більше, але до тепер на них не звертали багато уваги… Те, що Колумб привіз в Америку рабство, величезну експлуатацію чи страшні хвороби, раніше трактувалися як дрібниця, — якщо взагалі задумувалися над цим — зважаючи на його роль великого носія цивілізації білої людини до відсталого ідолопоклонницького американського континенту. Але для сучасних істориків ця інформація є дуже важлива. Це змінює нашу точку зору на всю справу Оригінальний текст (англ.) While giving the brilliant mariner his due, the collection portrays Columbus as an unrelenting social climber and who stopped at nothing— not even exploitation, slavery, or twisting Biblical scripture— to advance his ambitions… Many of the unflattering documents have been known for the last century or more, but nobody paid much attention to them until recently… The fact that Columbus brought slavery, enormous exploitation or devastating diseases to the Americas used to be seen as a minor detail—if it was recognized at all—in light of his role as the great bringer of white man's civilization to the benighted idolatrous American continent. But to historians today this information is very important. It changes our whole view of the enterprise |

Ці першопричини також можуть поєднуватися. Журналіст та медіакритик Норман Соломон (англ. Norman Solomon) стверджує, що найважливішим документом-доказом є багатотомна «Історія Індій» (англ. History of the Indies), написана католицьким священиком Бартоломе де Лас Касас. Останній описав іспанців, які «убивали, тероризували, принижували та піддавали тортурам корінних жителів», систематичні прояви насильства яких були направлені на те, щоб в «[американських] індіанців навіть думки не з'явилося, що вони теж є людьми». Він писав, що іспанці «не задумуючись різали [американських] індіанців десятками, відтинали їм частини тіла, щоб перевірити чи гострий клинок». Священник-сучасник тих подій писав: «Мої очі стали свідками цих вчинків, протиприродних людській натурі, і я тремчу, пишучи це».
Влітку 1990 року 350 представників груп американських індіанців з усієї півкулі зібралися у Кіто, Еквадор, на перше Міжконтинентальне зібрання корінних народів Америки, щоб мобілізувати зусилля проти відзначення п'ятисотріччя з дня відкриття Америки Колумбом. Наступного літа у місті Девіс, Каліфорнія, більше сотні корінних американців зібралося на зустріч за результатами конференції в Кіто. Вони проголосили, що 12 жовтня 1992 року є «Міжнародним днем солідарності із корінними народами». Найбільше екуменічне утворення США, Національна рада церков, закликала християн не святкувати п'ятсотліття, кажучи:
|  | Те, що уособлює новизну свободи, надію та можливість для одних, було ігом, деградацією та геноцидом для інших Оригінальний текст (англ.) What represented newness of freedom, hope, and opportunity for some was the occasion for oppression, degradation and genocide for others |